# Claudio Capéo
Claudio Ruccolo (Cernay, Francia, 10 de enero de 1985), más conocido por su nombre artístico Claudio Capéo, es un cantante y acordeonista francés de ascendencia italiana.
Se dio a conocer al público en general al participar en la temporada 5 de The Voice : La Plus Belle Voix. Su primer álbum, Claudio Capéo, ocupó el primer lugar en las listas de ventas de Francia durante cinco semanas seguidas en agosto de 2016, vendiendo más de 400.000 copias. El primer sencillo del álbum, «Un Homme Debout», fue certificado disco de diamante por el SNEP y alcanzó la sexta posición en las listas musicales francesas y la séptima en la Ultratop de Bélgica. Su videoclip fue filmado en la Plaza Bellecour de Lyon.
Le han seguido dos álbumes más, Tant que rien ne m'arrête (2018) y Penso a te (2020), ambos certificados disco de platino en Francia. Su proyecto más reciente, Rose des vents, fue publicado el 25 de noviembre de 2022.

## Discografía

### Álbumes de estudio
| Título                    | Detalles                                                                                           | Posiciones en listas musicales | Posiciones en listas musicales | Posiciones en listas musicales | Certificaciones    |
| Título                    | Detalles                                                                                           | FRA                            | BEL (Val.)                     | SUI                            | Certificaciones    |
| ------------------------- | -------------------------------------------------------------------------------------------------- | ------------------------------ | ------------------------------ | ------------------------------ | ------------------ |
| El Vagabond               | - Publicación: 27 de febrero de 2010 - Discográfica: Claudio Capéo - Formato: Descarga digital, CD | —                              | —                              | —                              |                    |
| Miss Mondo                | - Publicación: 13 de octubre de 2012 - Discográfica: Khamai - Formato: Descarga digital, CD        | —                              | —                              | —                              |                    |
| Claudio Capéo             | - Publicación: 15 de julio de 2016 - Discográfica: Jo & Co - Formato: Descarga digital, CD         | 1                              | 9                              | 24                             | - SNEP: Diamante   |
| Tant que rien ne m'arrête | - Publicación: 7 de diciembre de 2018 - Discográfica: Jo & Co - Formato: Descarga digital, CD      | 6                              | 20                             | —                              | - SNEP: x2 Platino |
| Penso a te                | - Publicación: 4 de diciembre de 2020 - Discográfica: Jo & Co - Formato: Descarga digital, CD      | 3                              | 18                             | 27                             | - SNEP: Platino    |
| Rose des vents            | - Publicación: 25 de noviembre de 2022 - Discográfica: Jo & Co - Formato: Descarga digital, CD     | 3                              | 29                             | 30                             |                    |

### EPs
| Título   | Detalles                                                                                          |
| -------- | ------------------------------------------------------------------------------------------------- |
| Mr. Jack | - Publicación: 25 de agosto de 2015 - Discográfica: Claudio Capéo - Formato: Descarga digital, CD |

### Singles
| Año  | Título                                    | Posiciones en listas musicales | Posiciones en listas musicales | Álbum                     |
| Año  | Título                                    | FRA                            | BEL (Val.)                     | Álbum                     |
| ---- | ----------------------------------------- | ------------------------------ | ------------------------------ | ------------------------- |
| 2011 | "Charlotte"                               | —                              | —                              | Miss Mondo                |
| 2016 | "Un homme debout"                         | 6                              | 7                              | Claudio Capéo             |
| 2016 | "Ça va ça va"                             | 23                             | 9                              | Claudio Capéo             |
| 2017 | "Riche"                                   | 27                             | —                              | Claudio Capéo             |
| 2017 | "Dis le moi"                              | 191                            | —                              | Claudio Capéo             |
| 2018 | "Ta main"                                 | —                              | —                              | Tant que rien ne m'arrête |
| 2018 | "Que Dieu me pardonne" (con Kendji Girac) | 133                            | 31                             | Tant que rien ne m'arrête |
| 2019 | "Plus haut"                               | —                              | —                              | Tant que rien ne m'arrête |
| 2019 | "Ma jolie"                                | —                              | —                              | Tant que rien ne m'arrête |
| 2020 | "C'est une chanson"                       | —                              | —                              | Tant que rien ne m'arrête |
| 2020 | "E penso a te"                            | —                              | —                              | Penso a te                |
| 2021 | "Senza una donna" (con Davide Esposito)   | —                              | —                              | Penso a te                |